# Sic semper tyrannis
Sic semper tyrannis је латински израз који значи „тако увек према тиранима“. Сувременим језиком речено, то значи да ће тиранске вође неизбежно бити свргнуте. Ова фраза такође сугерише да би лоши, али оправдани исходи требало, или ће се на крају, догодити тиранинима. То је државни мото америчке савезне државе Вирџиније.

## Историја
Пре 509. п. н. е., Римом су владали краљеви, а последњи је био Луције Тарквиније Охоли. Краљев син, Секст Тарквиније, силовао је племкињу Лукрецију, која је открила преступ разним римским племићима, а затим извршила самоубиство. Племић је добио подршку аристократије и народа да протера краља и његову породицу и да успостави Римску републику. Вођа племића био је Луције Јуније Брут, који је постао један од првих конзула Републике. Претпостављено је да је фраза коришћена на овом догађају, али та претпоставка није заснована ни на једној сачуваној латинској литератури из тог времена.

Сенатор Марко Јуније Брут, потомак Луција Јунија Брута, који је такође учествовао у атентату на Јулија Цезара 15. марта 44. п. н. е., понекад се сматра аутором ове фразе. Плутарх сугерише да или није имао прилику да било шта каже, или ако јесте, нико то није чуо:
Цезар је тако погубљен, а сенатори, иако је Брут иступио као да ће нешто рећи о томе шта се догодило, нису хтели да га саслушају, већ су изјурили напоље и побегли, тиме изливајући у народ збуњеност и беспомоћни страх.
Мајк Фонтејн, професор класичних наука на Универзитету Корнел, претпоставља да је израз вероватно латински превод оснивача САД Џорџа Вајта онога што је зет Тиберија Семпронија Граха, генерал и државник Публије Корнелије Сципион Емилијан, рекао када је чуо за атентат на Граха. О томе извештава и Плутарх у свом Граховом животу (21.4), где је реаговао цитирајући Хомерову Одисеју (1.47): ὡς ἀπόλοιτο καὶ ἄλλος, ὅτις τοιαῦτά γε ῥέζοι. Грах је убијен због аграрних реформи којима је дао велики приоритет, а којима се Емилијан противио.
Та фраза је коришћена као епитет за некога ко наводно злоупотребљава моћ или као позив на борбу против злоупотребе моћи.

## Спољни линкови
- Вебстеров унос – аудио изговор